# Manuel Becerra Fernández
Manuel Becerra Fernández (Málaga, 22 de mayo de 1867 – Madrid, 10 de mayo de 1940) fue un ingeniero y político español que llegó a Ministro de Instrucción Pública y Bellas Artes y Ministro de Trabajo, Justicia y Sanidad durante la Segunda República Española.

## Trayectoria
Como ingeniero de caminos, canales y puertos fue ingeniero jefe de los puertos de Gijón, Melilla y Castellón. Tras la proclamación de la Segunda República Española participaría en las elecciones de 1931 y 1933 como representante del Partido Republicano Radical obteniendo un escaño por la circunscripción de Lugo. Entre noviembre de 1930 y abril de 1931 ocupó el cargo de director general de Ferrocarriles, Tranvías y Transportes por carretera. En las elecciones de 1936 volvería a obtener dicho escaño ya como miembro del Partido Centrista.
Fue miembro del gobierno en sendos gabinetes presididos por Manuel Portela Valladares al ser designado para ocupar la cartera de ministro de Instrucción Pública y Bellas Artes entre el 14 y el 30 de diciembre de 1935, fecha en que pasó a ocupar la cartera de ministro de Justicia hasta el 19 de febrero de 1936.